# Saoura (Burkina Faso)
Pour les articles homonymes, voir Saoura.
Saoura est une commune rurale située dans le département de Yé de la province du Nayala dans la région de la Boucle du Mouhoun au Burkina Faso.

## Santé et éducation
La commune accueille un centre de santé et de promotion sociale (CSPS).